# Xunantunich
Xunantunich är en fornlämning i Belize. Den ligger i distriktet Cayo, i den centrala delen av landet, 40 km väster om huvudstaden Belmopan. Xunantunich ligger 152 meter över havet.
Terrängen runt Xunantunich är platt åt nordväst, men åt sydost är den kuperad. Närmaste större samhälle är Benque Viejo del Carmen, 1,1 km söder om Xunantunich.
I omgivningarna runt Xunantunich växer i huvudsak städsegrön lövskog. Runt Xunantunich är det glesbefolkat, med 10 invånare per kvadratkilometer.